# Scotogramma ptilodonta
Scotogramma ptilodonta är en fjärilsart som beskrevs av Augustus Radcliffe Grote 1883. Scotogramma ptilodonta ingår i släktet Scotogramma och familjen nattflyn. Inga underarter finns listade.